# Cantonul La Haye-Pesnel
Cantonul La Haye-Pesnel este un canton din arondismentul Avranches, departamentul Manche, regiunea Basse-Normandie, Franța.

## Comune
| Comune                | Populație (1999) | Cod poștal | Cod INSEE |
| --------------------- | ---------------- | ---------- | --------- |
| Beauchamps            | ...              | 50320      | 50038     |
| Les Chambres          | ...              | 50320      | 50114     |
| Champcervon           | ...              | 50320      | 50115     |
| Équilly               | ...              | 50320      | 50174     |
| Folligny              | ...              | 50320      | 50188     |
| La Haye-Pesnel        | ...              | 50320      | 50237     |
| Hocquigny             | ...              | 50320      | 50247     |
| La Lucerne-d'Outremer | ...              | 50320      | 50281     |
| Le Luot               | ...              | 50870      | 50282     |
| La Mouche             | ...              | 50320      | 50361     |
| La Rochelle-Normande  | ...              | 50530      | 50434     |
| Saint-Jean-des-Champs | ...              | 50320      | 50493     |
| Sainte-Pience         | ...              | 50870      | 50535     |
| Subligny              | ...              | 50870      | 50584     |
| Le Tanu               | ...              | 50320      | 50590     |